# 무성 양순 접근음
무성 양순 접근음은 입술으로 조음되는 접근음이다

## 발음의 특징
이 음가는 무성 양순 마찰음과 소리가 비슷하나, 엄밀하게 다른 발음이다.